# الخلاف الحدودي البحريني القطري

المناطق التي تطالب بها البحرين باللون الأحمر

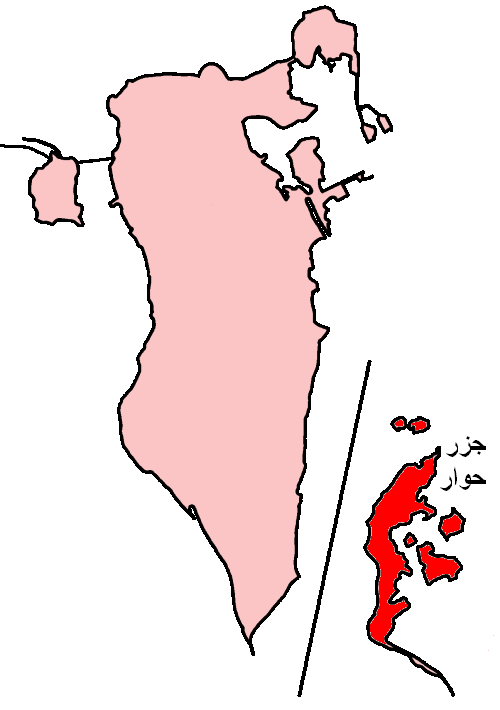
الاراضي التي تطالب بها قطر باللون الأحمر الغامق

الخلاف الحدودي البحريني القطري 1937-2000 يعود تاريخه إلى سنة 1937 حينما هاجمت القوات القطرية[من؟] منطقة الزبارة، التي كانت تابعة للبحرين، والواقعة ضمن شبه الجزيرة القطرية في الناحية الشمالية الغربية منها. ووفقًا للبحرين، فإن قطر لم تكتف بانتزاع الزبارة المقر الأصلي لآل خليفة الأسرة الحاكمة في البحرين، بل سعت للسيطرة على مجموعة جزر حوار وفشت الديبل وجزر أخرى صغيرة تابعة للبحرين تشكل في مجموعها ثلث مساحة البحرين.
وفي عام 1937 تدخلت بريطانيا، التي كانت تفرض حمايتها على أجزاء واسعة في الشاطئ الشرقي لشبه الجزيرة العربية في النزاع بين قطر والبحرين، وتمت تسوية النزاع وترسيم الحدود بينهما.

## ذروة الخلاف والتوسط السعودي
وفي أبريل (نيسان) 1986 أنزلت قطر قواتها على جزيرة فشت الديبل البحرينية (وفشت هي كلمة فارسية تعني الأراضي المغمورة بالمياه)، والتي تقع إلى الشمال شرق من جزيرة البحرين الرئيسية، حيث احتجزت 29 من الموظفين وعمال البناء، الذين كانوا يعملون في إنشاء مخفر لشرط السواحل.
وتدخلت السعودية، حيث أدت وساطتها؛ للإفراج عن المحتجزين بعد 17 يوما وواصلت وساطتها لاحتواء الخلاف.
وفي فترة لاحقة نجحت السعودية في تشكيل لجنة ثلاثية برئاسة خادم الحرمين الشريفين الملك فهد بن عبد العزيز وعضوية كل من أمير البحرين السابق الشيخ عيسى بن سلمان آل خليفة، وأمير قطر السابق الشيخ خليفة بن حمد آل ثاني. وهدفها البحث عن حل ودي للخلاف.
وفي عام 1987 وافق الطرفان بشكل مبدئي على إطار مبادئ للحل اقترحته السعودية، والذي نص على أنه إذا لم تنجح المفاوضات بين الطرفين؛ للتوصل إلى اتفاقية شاملة؛ لتسوية الخلاف يقوم الطرفان باجراء مفاوضات لاحقة؛ لتقرير أفضل السُبَل؛ للوصول إلى تسوية عن طريق القانون الدولي.

## فشل الوساطة السعودية
وتقول البحرين، أنه في عام 1990 استغلت قطر القمة الخليجية، التي عقدت في الدوحة؛ لبحث مسألة غزو الكويت. ونجحت في انتزاع توقيع البحرين على اتفاق بناء على المبادئ، التي اقترحها خادم الحرمين الشريفين، والذي بموجبه اتيحت الفرصة أمام السعودية؛ لإيجاد حل للنزاع الحدودي بين البلدين على أن يسمح لكلا الطرفين برفع النزاع إلى محكمة العدل الدولية في لاهاي بهولندا.

## محكمة العدل الدولية
وفي 8 يوليو (تموز) 1991، متسلحة بهذا الاتفاق ودون الإعلان رسميا عن فشل الوساطة السعودية، توجهت قطر بشكل منفرد إلى محكمة العدل الدولية في لاهاي بهولندا، وهي أعلى سلطة قضائية في إطار منظمة الأمم المتحدة، وطالبت المحكمة تأييد رغبتها في إعلان السيادة القطرية على جزر حوار وجزيرتي فشت الديبل وقطعة جرادة وإعادة ترسيم الحدود البحرية الفاصلة بين قيعان الأراضي والمياه اللاصقة لها والعائدة لكل من قطر والبحرين.

## اشتداد النزاع
وفي عام 1992 اشتد الخلاف بين الطرفين عقب إعلان أمير قطر السابق الشيخ خليفة بن حمد آل ثاني قرارا يقضي بتحديد حدود المياه الإقليمية لبلاده بـ44.4 كيلومتر، مما عنى شمول حوالي 10 جزر واقعة تحت السيادة البحرينية ضمن الحدود القطرية.
وحددت محكمة العدل الدولية تاريخ 28 سبتمبر (أيلول) 1992 لتقديم قطر وثائقها إلى المحكمة، كما حددت اليوم التالي 29 سبتمبر (أيلول) 1992 موعدا لتقديم البحرين وثائقها.

## انتهاء الخلاف
في يوليو (تموز) 1994 أصدرت المحكمة الدولية حكما حول الخلاف القائم بشأن اختصاصها وقبولها النظر في قضية تحديد الحدود البحرية والمسائل الإقليمية بين الدولتين، حيث قبلت المحكمة الصيغة البحرينية المطالبة بالنظر في جميع نقاط الخلاف التي أصبح عددها خمس نقاط وهي:
1 ـ جزر حوار 2 ـ فشت الديبل وعين جرادة 3 ـ خطوط أساس الأرخبيل 4 ـ الزبارة 5 ـ هيرات اللؤلؤ ومصائد الأسماك السابحة وغيرها من المسائل ذات العلاقة بالحدود البحرية. وحددت المحكمة تاريخ 30 نوفمبر (تشرين الثاني) 1994 موعدا نهائيا لتقديم الطرفين جميع نقاط الخلاف الخلاف وجوانبه للمحكمة، بعد أن صرفت هذه النظر نهائيا عن الطلب القطري المنفرد. وفي أبريل (نيسان) 1998 قدمت البحرين طعنا باثنتين وثمانين وثيقة قدمتها قطر للمحكمة، على أساس أنها وجدت مزورة من حيث الأختام والأحبار ونوعية الأوراق المستخدمة والتي قدمتها قطر لتدعيم قضيتها ضد البحرين.
وفي فبراير (شباط) 1999 سجلت المحكمة رسميا تخلي قطر عن الوثائق التي ثبت أنها مزورة.
وفي 29 مايو (أيار) 2000 بدأت المرافعات الشفهية للقضية بلاهاي.
وفي يونيو (حزيران) 2000 انتهت المرافعات الشفهية للطرفين أمام المحكمة الدولية، بانتظار صدور الحكم.